# Eleutheronema rhadinum
Eleutheronema rhadinum är en fiskart som först beskrevs av Jordan och Barton Warren Evermann 1902.  Eleutheronema rhadinum ingår i släktet Eleutheronema och familjen Polynemidae. Inga underarter finns listade i Catalogue of Life.